# HORIZON (芸能事務所)
HORIZON株式会社（ホライズン、HORIZON INC.）は、日本の総合エンターテインメント企業。
映画、映像、音楽等の企画・製作および配信を行う他、タレントマネージメントや広告代理業、特殊印刷事業を手掛ける。

## 歴史
- 2012年（平成24年）2月 - 設立。
- 2021年（令和3年）10月15日 - 事務所を東京都港区赤坂から現在地に移転[2]。

## 所属タレント
- 佐々木友里
- 中村珍晴
- 米村でんじろう
- チャーリー西村
- ジャイアン村上
- 海老谷浩
- 有野いく - 業務提携
- 石井あみ

## 関連企業
- AD印刷
- コーエー企画
- サイエンスエンターテイメント
- 米村でんじろうサイエンスプロダクション